# Entartrage
L'entartrage est le dépôt de tartre sur un objet ou à l'intérieur d'une canalisation.

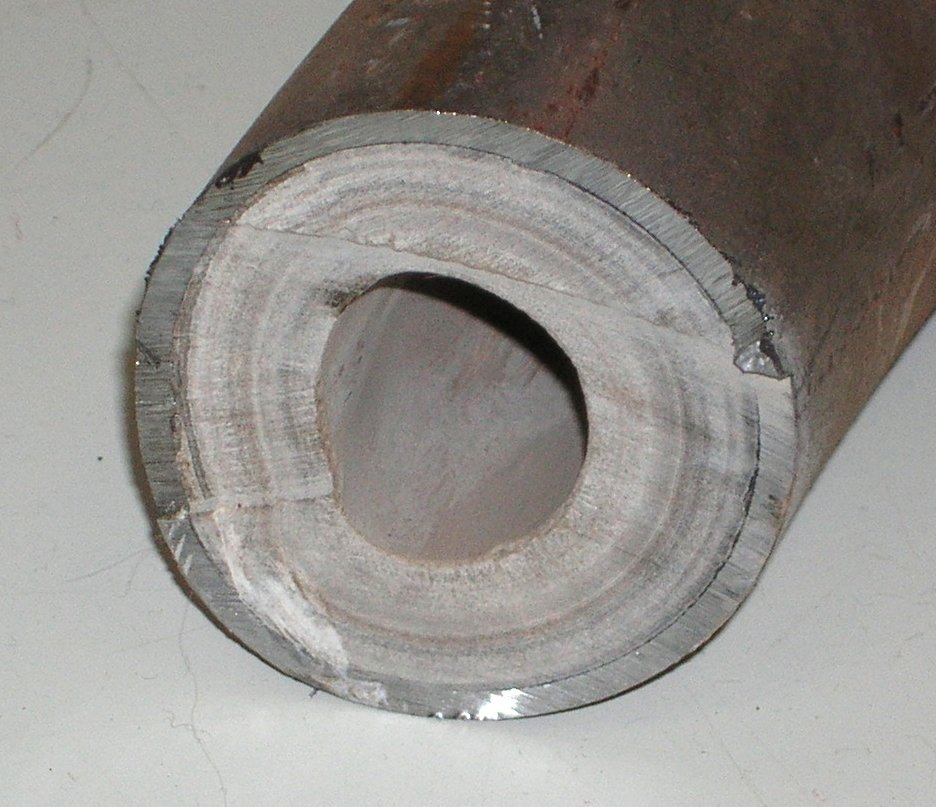
Dépôt concentrique de tartre dans une tuyauterie. Ce type de dépôt, constitué principalement de carbonate de calcium, est fréquent dans les zones où l'eau est très calcaire. Le débit baisse au fur et à mesure de l'entartrage (à pression équivalente). Ce type d’encroûtement réduit aussi la conduction thermique entre le fluide et le tube, ce qui induit une perte d'efficacité thermique dans les chaudières ou les échangeurs thermiques.

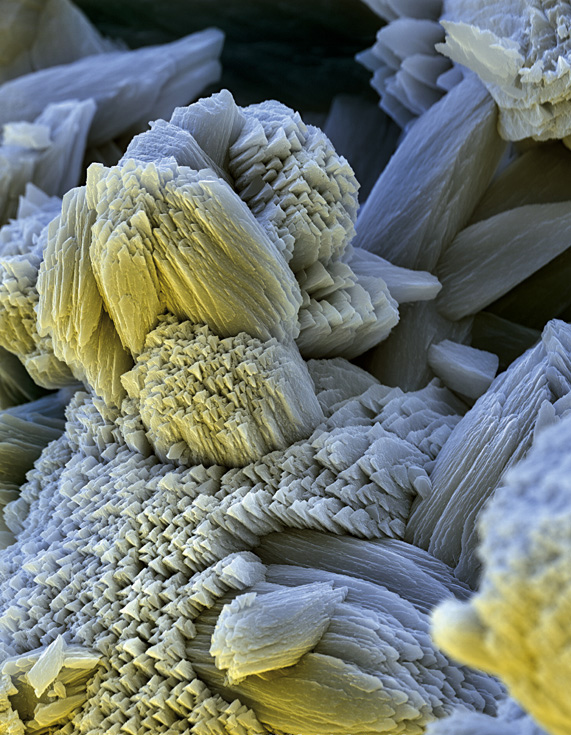
Cristallisation de sels minéraux, vue au microscope électronique (champ de 64 x 90 µm).

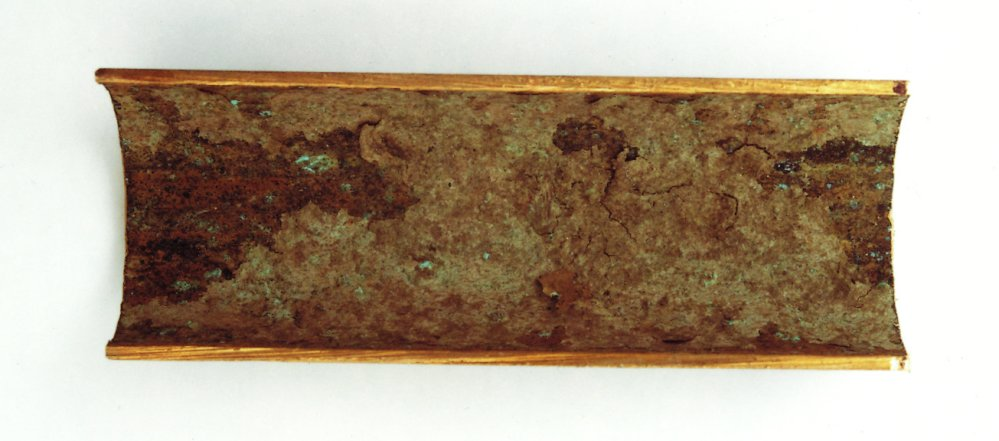
Vue interne d'un tube de condenseur de turbine à vapeur Malgré un traitement de surface interne ou un matériau (cuivre) naturellement biocide, des dépôts encroûtants ont commencé à se former, permettant l'apparition d'un biofilm bactérien qui peut accélérer la formation de tartre.

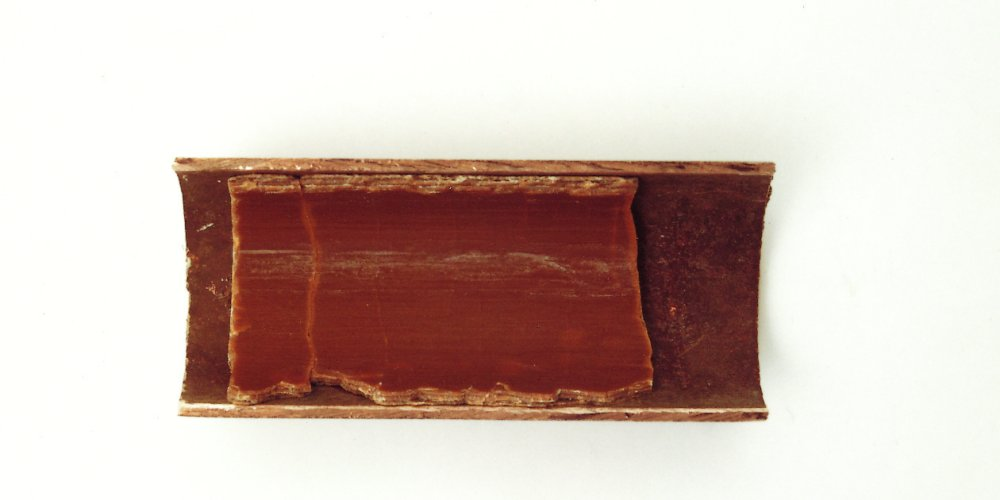
Tartre de carbonate de calcium teinté de rouge (oxydes métalliques probablement) visible dans un tube (coupe longitudinale).

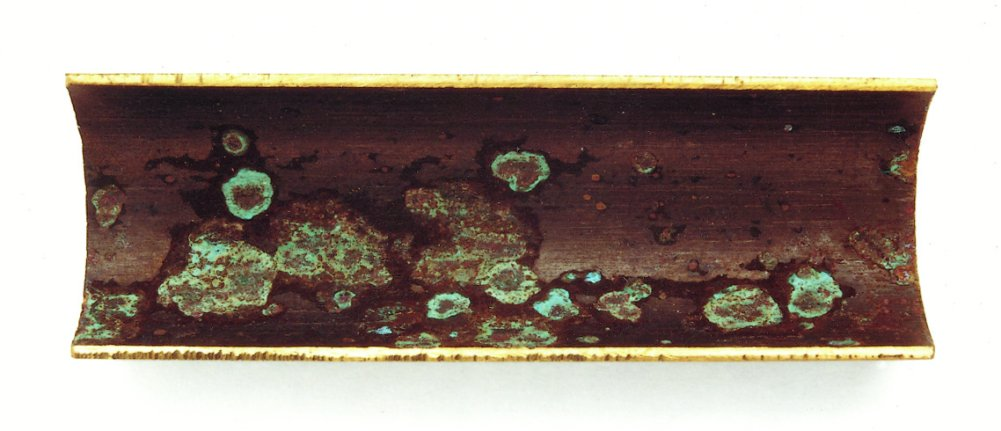
Début de corrosion dans un tube (coupe longitudinale). Des bactéries ou certains sels peuvent induire ou accélérer ce type de corrosion.

L'eau, ou d'autres fluides contenant de l'eau provenant du sous-sol, des fleuves, rivières, lacs, puits ou du robinet, contiennent en plus ou moins grande quantité des minéraux dissous sous forme de sels, tels que des ions calcium, magnésium, potassium et de nombreux autres sels minéraux.
Dans certaines conditions (brutale dépression de fluides saturés en minéraux, augmentation de la température, catalyseurs appropriés ou noyaux de cristallisation, bactéries), ces minéraux peuvent précipiter, cristalliser ou être utilisés par des biofilms bactériens, comme c'est le cas avec le tartre dentaire. Quand l'épaisseur de tartre est importante, on parle de « bioconcrétion ».

## Dans les canalisations
Le tartre est généralement constitué par des sels de calcium se déposant dans des canalisations. Il peut s'agir de :
- carbonate de calcium ;
- oxalate de calcium ;
- phosphate de calcium ;
- silicates.

## Prévention / Traitements
L'entartrage peut être combattu préventivement ou a posteriori :
- Préventivement par un contrôle de la minéralisation des fluides, quand cela est possible, par exemple en déminéralisant l'eau circulant dans les conduites, mais avec le risque qu'elle soit plus corrosive et qu'elle se charge en éléments traces métalliques (cuivre, zinc notamment) ou en calcium prélevé dans les conduites de ciment) ;
- Dans le cas de forages profonds (géothermie), le maintien de l'eau sous très haute pression limite la cristallisation et empêche l'ébullition, mais est une source de danger et de risque à maitriser pour les installations et le personnel (Cf. risque d'explosion, de brûlures graves ou mortelles par eau ou vapeur).
- postérieurement par le détartrage. 
Ce dernier peut être mécanique et/ou utiliser des produits chimiques dits détartrants, qui peuvent parfois aussi être source de corrosion ou d'un entartrage facilité (s'il dégrade les surfaces lisses par exemple).

## Enjeux
Dans certaines circonstances, industrielles, ou d'adduction d'eau, des risques et dangers particuliers peuvent apparaître pour les biens et personnes, qui peuvent être supprimés ou minimisés par une anticipation des problèmes et une gestion du risque adaptée.

### Enjeux technico-industriels
Dans le contexte des captages et de la distribution d'eau mais aussi dans divers contextes industriels, l'entartrage pose de nombreux problèmes (d'efficacité, de maintenance de coûts) est (avec la corrosion) une source importante de risque d'accidents.
Les domaines concernés sont par exemple :
- les réseaux de captage, de distribution, d'aspersion, d'injection, etc. d'eau (potable ou industrielle), dès que cette eau est minéralisée ;
- les systèmes (tuyauteries, crépines, pompes, vannes, réservoirs, filtres, siphons, capteurs…) de transport de fluides aqueux ou d'origine organique riches en minéraux ou particules organiques ou en nutriments susceptibles d'alimenter des bactéries capables de former des biofilms et/ou des encroutements ;
- les chaudières et systèmes d'échangeurs thermiques, quand ils impliquent des eaux minéralisées (réchauffer et faire bouillir une telle eau provoque un dépôt de tartre, qui est problématique dans les échangeurs ou installations géothermiques de transport de calorie par une eau minéralisée et très chaude et/ou sous haute-pression ;
- les fluide de fracturation (ex dans le cas des forage pétrolier ou gazier profond, ou des forage géothermique profond…) ;
- les installations de filtration (qu'on cherche à rendre "autonettoyantes" ou plus facilement nettoyantes dans la mesure du possible, l'alternative étant le changement complet du filtre quand il est entartré) ;
- les process industriels ou domestiques utilisant la percolation et/ou l'évaporation ou la sublimation d'eaux ou de fluides entartrants ;

La prévention ou la meilleure gestion de l'entartrage permet un fonctionnement amélioré et plus durable des systèmes et matériels concernés, avec en général d'importantes économies financières. Certaines solutions efficaces à court terme (ex : déminéralisation de l'eau par 'adoucisseur' ou nettoyage à l'acide et aux biocides) peuvent également dégrader les parties métalliques d'une installation (ou d'autres matériaux sensibles aux acides) ou encore favoriser des biofilms plus résistants.
Avec les progrès techniques faits dans le domaine du forage profond, les opérateurs œuvrant à des profondeurs de plusieurs kilomètres sont confrontés à des fluides beaucoup plus denses, plus chauds, plus corrosifs et plus riches en substances indésirable (mercure, arsenic, radionucléides, gaz ou condensats dissous, etc.) ainsi qu'à des pressions plus élevées. De plus, à des températures dépassant parfois 200 °C, les capteurs disponibles sur le marché ne fonctionnement plus, et il faut donc gérer en aveugle à partir de la surface certains risques, sur la base de modélisations et d'analyse du fluide remontant et avec un certain retard et une certaine imprécision. Dans certains cas des risques de « blow-up » existent. 
Des travaux récents ont montré qu'en Alsace à 5 000 m de profondeur, une partie des conditions naturelles (température, pression, minéralisation des fluides) de cristallisation des carbonates et même des quartzs qui forment les veines et inclusions observées dans la roche naturelle profonde (ici le « granite de Soultz ») sont identiques à celles que met en place une installation de géothermie profonde ; « Les températures de formation du quartz et de l'ankérite sont similaires à la température relevée actuellement dans le forage. Les carbonates et le quartz ont donc précipité dans les mêmes conditions, qui semblent générales à l’échelle du site pour les différents faciès d’altération du granite et se forment certainement encore actuellement. Les données obtenues suggèrent que le fluide circule de manière pulsée ».

### Enjeux de sécurité
Même quand l'eau est très faiblement minéralisée, dans certaines installations sensibles (ex : échangeur thermique utilisant la vapeur par exemple), un faible entartrage peut rapidement dégrader le rendement de l'installation et sa fonction, avec parfois des effets directs sur la sûreté des installations).
Pour ces raisons, on cherche à mieux modéliser ces phénomènes  et à mieux comprendre le rôle joué par les biofilms ainsi que par les parois (sur lesquelles le tartre adhère plus ou moins) ou les turbulences
- Dans le secteur du nucléaire par exemple, l'entartrage des conduites ou vannes est incompatible avec la sécurité [4].

- Il en va de même pour les forages pétroliers et gaziers profonds. 
L’auto-entartrage (« self-scaling » pour les anglophones) des puits, canalisations et vannes de sécurité y est normal et fréquent. Il pose cependant des problèmes très exacerbés lors de l’exploitation de champs pétroliers ou gaziers dits extrêmes (ou « HP/HT », c'est-à-dire à haute pression et haute température  pour deux raisons ; 
 1°) parce que les changements de pression (source à plus de 1000 bars en général) et de température (source à environ 200 °C par exemple) favorisent une cristallisation plus rapide des sels en « tartre » ;
2°)car la salinité des fluides est souvent plus élevée à ces profondeurs. Elle approche par exemple 300,0 g par litre dans le réservoir d'Elgin (Mer du Nord), soit plus de 8,5 fois plus de sels que dans l'eau de mer). 
Ce problème doit être anticipé et correctement géré car l’entartrage des systèmes de sécurité, de l’arbre de Noël ou des vannes met en péril la sûreté de toute l’installation. L’auto-entartrage peut en outre provoquer de coûteuses baisses de rendement, voire des arrêts ou retards de production et nécessite souvent de coûteuses interventions de nettoyage ou rajeunissement du puits. 
Les puits creusés dans les forages profonds peuvent rencontrer des poches d'eau très minéralisées (hypersalée) et des minéraux inattendus produisant un tartre résistant aux traitements habituels. Ainsi les études préparatoires à l'exploitation du gisement pétrolier et gazier profond d'Elgin-Franklin (en exploitation depuis 2001), avaient considéré ce risque comme faible pour les encroutement de carbonate de calcium dans le tube supérieur du puits (en raison de la faible quantité d’eau attendue ; moins de 100 m3/jour selon les prévisions). C’était plutôt le NaCl qui inquiétait les ingénieurs, car pouvant cristalliser tant dans la partie supérieure du puits qu’au fond, et dès la mise en route du puits au moment de la décompression et vaporisation d’eau hypersalée présente  dans les petits réservoirs amont de Fulmar et Pentland (température initiale estimée : 200 °C et pression de 1100 bars). En réalité, le tartre s'est avéré contenir aussi du Sulfure de plomb et du sulfure de zinc importé avec le gaz et les condensats de pétrole[5]. Ces deux métaux et leurs sulfures sont rapidement devenus préoccupants dans certains champs gaziers HP/ HT[5]. En  mi-2002, de premières obstructions par entartrage (a priori principalement causé par le de carbonate de calcium (CaCO3) et le  sel (NaCl)) sont apparues au fond de  plusieurs puits profonds de Total, entrainant une chute progressive de la production[5]. Et des encroutements de sulfures de plomb et de zinc ont été identifiés en surface sur le puits G6 de la plate forme d’Elgin-Franklin[5] au niveau d’une vanne de sécurité importante pour le contrôle du puits (surface-controlled subsurface safety valve ou « SCSSV ») en amont de l'arbre de Noël, principal organe de sécurité, impliquant une mise hors service de la vanne en 2004 jusqu’à mise en place d’un « programme approprié d’assainissement et de prévention »[5].
Des tests de corrosion et essais de nettoyage de ces sels (dont par dissolution) faits par Total en laboratoire ont montré que ces sels inhibaient la productivité du puits[5]. Des fluides différents ont été sélectionnés pour nettoyer le fond du puits et la vanne SCSSV ;  Un nettoyage à l’acide du fonds de puits s’est montré efficaces pour relancer la productivité du puits. Et la partie supérieure de la « complétion » du  puits G6 a été mi-2005 débarrassée de son entartrage avec l’aide d’un tube spiralé (”coiled tubing” qui a pu pénétrer les tuyauteries en les nettoyant, ce qui a permis de restaurer l’intégrité de la vanne SCSSV. Dans ce cas, une analyse comparative (benchmarking) d’inhibiteurs chimiques de tartres produits par quatre fournisseurs a été faite par un laboratoire indépendant durant plus de deux ans, en conditions anaérobies[5]. Deux formules anti-tartre ont été retenus et utilisés par Total, mais les ingénieurs du groupe estimaient en 2007 que des progrès étaient encore à faire pour prévenir les « tartres exotiques »  pouvant se former dans les forages extrêmes[5].

L’entartrage des puits profonds peut être détecté par des mesures de perte de charge en tête de puits (pression, baisse des débits) et par des contrôles dimensionnels in-situ (mesure en profondeur des diamètres internes de la colonne) effectués par des diagraphies spécifiques 

## Enjeux sanitaires
Dans certains cas, dans les logements anciens dans les régions où l'eau est très "dure" (pays ou régions pauvres…), l'entartrage réduit fortement les débits ou bouche les tuyauteries. L'accès à l'eau potable peut alors être diminué ou rendu impossible (avec alors des risques augmentés de déshydratation, d'empoisonnement et de maladies hydriques (quand on utilise de l'eau de pluie mal stockée ou de l'eau souillée…) dans les populations défavorisées.
Si l'entartrage est induit par des biofilms constitués de bactéries chlororésistantes ou devenues résistantes à d'autres désinfectants, et si ces dernières sont pathogènes, elles peuvent être sources de maladies nosocomiales induites par des bactéries antibiorésistantes. 
Si ces bactéries ne sont pas pathogènes, mais qu'elles sont devenues résistantes à certains biocides, dans certains contextes, elles peuvent transmettre leurs gènes de résistante à d'autres bactéries, éventuellement plus indésirables.